# Dyscritomyia terryi
Dyscritomyia terryi är en tvåvingeart som beskrevs av William Alanson Bryan 1934. Dyscritomyia terryi ingår i släktet Dyscritomyia och familjen spyflugor. Inga underarter finns listade i Catalogue of Life.